# Rubrobacter bracarensis
Rubrobacter bracarensis es una  especie de bacteria grampositiva del género Rubrobacter. Fue descrita en el año 2013. Su etimología hace referencia a Bracara Augusta, nombre romano de Braga, Portugal. Es aerobia. Tiene un tamaño de 0,8 μm de ancho por 1,4 μm de largo. Crece de forma individual, en parejas, tripletes, tétradas o cadenas. Forma colonias circulares, brillantes y de color rosa-naranja. Catalasa positiva y oxidasa negativa. Temperatura de crecimiento entre 10-45 °C, óptima de 28-37 °C. Tiene un contenido de G+C de 65,2%. Se ha aislado de un biofilm en las paredes de una iglesia en Braga, Portugal. 